# 마케도니아 (지역)

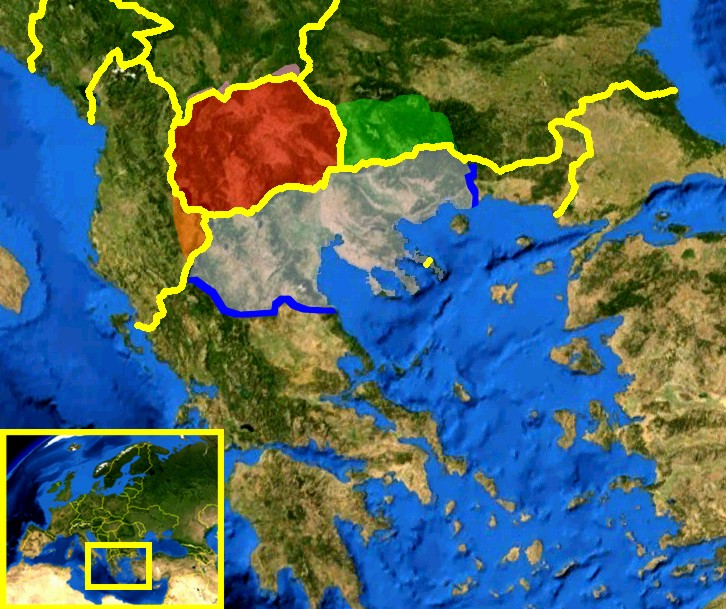
마케도니아 지도와 현대의 국경선 - 붉은색은 북마케도니아, 그 남서쪽의 붉은색은 알바니아령, 남쪽의 밝은색은 그리스령, 그 동북쪽의 녹색은 불가리아령

마케도니아는 남유럽 발칸반도에 있는 지리·역사상의 지역을 일컫는다. 그 경계는 시대에 따라 크게 바뀌었으나, 마케도니아는 보통 그리스, 북마케도니아, 불가리아, 알바니아, 세르비아 발칸반도 5개국의 각 영토를 이룬다. 면적은 대략 67,000km2에 이르며, 인구는 약 476만 명이다.
마케도니아는 알리아크몬강, 바르다르강, 스트루마강, 메스타강이 흐르는 분지와 테살로니키 및 세레스 주변 평원을 아우른다.

## 같이 보기
- 동마케도니아 트라키주·서마케도니아주·중앙마케도니아주, 마케도니아, 그리스
- 북마케도니아 (바르다르 마케도니아)
- 고대 마케도니아 왕국
- 피린 마케도니아(지금의 블라고에브그라드), 불가리아
- 통일 마케도니아 운동